# 7 września
7 września jest 250. (w latach przestępnych 251.) dniem w kalendarzu gregoriańskim. Do końca roku pozostaje 115 dni.

## Święta
- Imieniny obchodzą: Dobrobąd, Domasuł, Domasława, Eupsychia, Eupsychiusz, Gratus, Melchior, Pamfil, Regina, Ryszard, Sozont i Teodoryk.
- Brazylia – Święto Niepodległości
- Mozambik – Dzień Zwycięstwa
- Międzynarodowe:
  - Światowy Dzień Świadomości Dystrofii Duchenne’a (z inicjatywy World Duchenne Organization (wcześniej pod nazwą United Parent Project Muscular Dystrophy) w 2013)
- Wspomnienia i święta w Kościele katolickim[1][2] obchodzą:
  - św. Alpinus (biskup Châlon-sur-Marne)
  - św. Clodoald[3] (syn Chlodomera)
  - bł. Eugenia Picco (zakonnica)
  - bł. Ignacy Kłopotowski (prezbiter)
  - św. Madelberta (ksieni)
  - męczennicy koszyccy:
    - św. Marek Križ (kanonik)
    - św. Melchior Grodziecki (SJ)
    - św. Stefan Pongracz (SJ)

  - bł. Peregryn z Falerone (franciszkanin)[4]
  - św. Regina z Alezji
  - św. Stefan z Châtillon (biskup)
  - św. Teofryd z Saluzzo (męczennik)

## Wydarzenia w Polsce
- 1633 – Wojna smoleńska: rozpoczęła się bitwa pod Smoleńskiem, której celem było przerwanie oblężenia miasta przez Rosjan.
- 1757 – Wojna siedmioletnia: zwycięstwo wojsk austriackich nad pruskimi w bitwie pod Moys (obecnie Zgorzelec Ujazd).
- 1764 – Stanisław Poniatowski został wybrany na króla Polski Stanisława II Augusta.
- 1789 – Sejm Czteroletni wyłonił Deputację do Formy Rządu kierowaną przez biskupa kamienieckiego Adama Stanisława Krasińskiego, do zadań której należało opracowanie projektu zmiany ustroju Rzeczypospolitej.
- 1896 – Odbył się pierwszy w historii Wrocławia pokaz filmowy.
- 1928 – Rozpoczął się 1. Tour de Pologne.
- 1929 – Terroryści z Ukraińskiej Organizacji Wojskowej wysadzili w powietrze budynek dyrekcji lwowskich Targów Wschodnich.
- 1939 – Kampania wrześniowa:
  - Kapitulacja Westerplatte.
  - Początek obrony Wizny i bitwy pod Łomżą.
  - W nocy z 6 na 7 września Warszawę opuścili członkowie rządu, prezydent RP i Naczelny Wódz wraz ze sztabem.
  - Zajęcie Torunia, Wieliczki i Zgierza przez Wehrmacht.
  - Zakończyła się bitwa pod Pułtuskiem.
- 1942 – W Zdziłowicach na Lubelszczyźnie Niemcy schwytali w obławie około 150 osób w wieku od 14 do 40 lat, których wywieziono do obozu koncentracyjnego na Majdanku. Na miejscu rozstrzelano 72 mieszkańców narodowości żydowskiej.
- 1943 – W Warszawie żołnierze AK dokonali udanego zamachu na Franza Bürkla, znanego z sadyzmu zastępcę komendanta więzienia na Pawiaku.
- 1944 – 38. dzień powstania warszawskiego: upadło Powiśle. Trwały rozmowy przedstawicieli Zarządu PCK w sprawie ewakuacji osób cywilnych poza teren miasta.
- 1951 – Utworzono prawosławną diecezję białostocko-gdańską.
- 1961 – Dokonano oblotu prototypu samolotu szkolno-treningowego PZL M-4 Tarpan.
- 1963 – Premiera filmu psychologicznego Milczenie w reżyserii Kazimierza Kutza.
- 1967 – Na terenie Wojewódzkiego Parku Kultury i Wypoczynku w Katowicach i Chorzowie uruchomiono kolejkę linową „Elka“.
- 1969 – Polska pokonała Holandię 2:1 w rozegranym na Stadionie Śląskim w Chorzowie meczu eliminacyjnym do Mistrzostw Świata w Piłce Nożnej w Meksyku.
- 1979:
  - Premiera filmu psychologicznego Lekcja martwego języka w reżyserii Janusza Majewskiego.
  - W Strażowie koło Rzeszowa pociąg pospieszny wjechał na towarowy, w wyniku czego zginęło 9 osób, a 7 zostało rannych.
- 1989 – Rozwiązano Zmotoryzowane Odwody Milicji Obywatelskiej (ZOMO).
- 1990:
  - Rada Miasta Krakowa przyjęła uchwałę o przywróceniu dawnych nazw ulic i placów.
  - Premiera brytyjskiego serialu komediowego Akta Prosiaczka
- 1991:
  - Dariusz Baranowski wygrał 48. Tour de Pologne.
  - Sejm RP przyjął ustawę o systemie oświaty.
- 1997 – Na antenie Polsatu wyemitowano premierowe wydanie teleturnieju Idź na całość.
- 1998 – Rozpoczęto akcję oznaczania tzw. czarnymi punktami szczególnie niebezpiecznych miejsc na drogach.
- 2005 – Rada Nadzorcza PLL LOT zdecydowała o zakupie nowych samolotów Boeing 787.
- 2007 – Sejm RP przyjął uchwałę o skróceniu swej kadencji.
- 2009 – Rozpoczęły się, rozgrywane po raz drugi w Polsce, 36. Mistrzostwa Europy w Koszykówce Mężczyzn.

## Wydarzenia na świecie
- 878 – Ludwik II Jąkała został koronowany w Troyes na króla zachodniofrankijskiego przez papieża Jan VIII.
- 1101 – Król Jerozolimy Baldwin I z Boulogne pokonał w bitwie pod Ramlą armię egipską.
- 1158 – II wojna włoska Fryderyka Barbarossy: nastąpiła kapitulacja Mediolanu.
- 1159 – Kardynał Rolando Bandinelli został wybrany na papieża i przyjął imię Aleksander III.
- 1191 – III wyprawa krzyżowa: zwycięstwo krzyżowców nad wojskami Saladyna w bitwie pod Arsuf.
- 1303 – Wysłannik króla Francji Filipa IV Pięknego prawnik Guillaume de Nogaret napadł w zamku Anagni we Włoszech na papieża Bonifacego VIII, porwał go i zażądał złożenia urzędu.
- 1424 – Hongxi został cesarzem Chin.
- 1464 – Ernest Wettyn został księciem elektorem Saksonii.
- 1497 – Pretendent do tronu angielskiego Perkin Warbeck wylądował w pobliżu Land’s End z grupą 120 ludzi, co zapoczątkowało II powstanie kornijskie w Kornwalii.
- 1543 – VI wojna włoska: wojska francusko-osmańskie zakończyły nieudane oblężenie Nicei.
- 1590 – Rozpoczęło się konklawe, które 15 września wybrało na papieża Urbana VII w miejsce zmarłego Sykstusa V.
- 1652 – Na Tajwanie wybuchło zdławione po 4 dniach powstanie antyholenderskie.
- 1677 – I wojna rosyjsko-turecka: zwycięstwo wojsk moskiewsko-kozackich w bitwie pod Bużynem.
- 1701 – Anglia i Holandia zawarły w Hadze przymierze antyfrancuskie z cesarzem Leopoldem I Habsburgiem.
- 1706 – Wojna o sukcesję hiszpańską: decydujące zwycięstwo armii sprzymierzonych dowodzonych przez księcia Eugeniusza Sabaudzkiego i księcia Sabaudii Wiktora Amadeusza II nad wojskami francuskimi w bitwie pod Turynem.
- 1714 – Zawarto pokój w Baden między cesarzem a książętami Rzeszy, którzy występowali przeciw niemu w hiszpańskiej wojnie sukcesyjnej.
- 1776 – Wojna o niepodległość Stanów Zjednoczonych: amerykański miniaturowy okręt podwodny „Turtle” bez powodzenia zaatakował fregatę HMS „Eagle”, operującą na rzece Hudson koło Manhattanu. Była to pierwsza próba bojowego wykorzystania okrętu podwodnego w historii.
- 1778 – Wojna o niepodległość Stanów Zjednoczonych: Francuzi dokonali inwazji na brytyjską Dominikę.
- 1797 – Zwodowano fregatę USS „Constellation”.
- 1809 – Rama II został królem Tajlandii.
- 1812 – Inwazja na Rosję: zwycięstwem wojsk napoleońskich zakończyła się bitwa pod Borodino.
- 1818 – Odbyła się norweska koronacja króla Szwecji i Norwegii Karola XIV (III).
- 1819 – Wszedł do służby okręt liniowy USS „Columbus”.
- 1820:
  - Gen. José de San Martín wylądował w porcie Paracas rozpoczynając marsz w celu wyzwolenia Peru.
  - Zwodowano okręt liniowy USS „North Carolina”.
- 1822 – Brazylia proklamowała niepodległość (od Portugalii).
- 1836 – Cesarz Austrii Ferdynand I Habsburg został koronowany w Pradze na króla Czech.
- 1842 – Avram Petronijević został po raz drugi premierem Serbii.
- 1848 – W Cesarstwie Austriackim zniesiono poddaństwo.
- 1854 – Wojna krymska: zakończyło się nieudane brytyjsko-francuskie oblężenie Pietropawłowska.
- 1860 – Zjednoczenie Włoch: Giuseppe Garibaldi wkroczył do Neapolu.
- 1873 – Emilio Castelar został prezydentem Hiszpanii.
- 1882 – Odkryto Wielką Kometę Wrześniową.
- 1893 – Założono włoski klub sportowy Genoa CFC.
- 1895:
  - W brazylijskim Belo Horizonte wyjechały na trasę pierwsze tramwaje parowe.
  - Założono Muzeum Paulistowskie przy Uniwersytecie w São Paulo.
- 1901 – Podpisano traktat pekiński kończący powstanie bokserów.
- 1907 – Brytyjski transatlantyk „Lusitania” wypłynął w swój dziewiczy rejs z Liverpoolu do Nowego Jorku.
- 1909 – Założono hiszpański klub piłkarski Real Sociedad.
- 1911 – Francuski poeta Guillaume Apollinaire został zatrzymany pod bezpodstawnym zarzutem kradzieży obrazu Mona Lisa z paryskiego Luwru.
- 1916 – I wojna światowa: zwycięstwo wojsk bułgarskich nad rumuńsko-rosyjskimi w bitwie pod Dobriczem.
- 1918 – Powstała Rosyjska Agencja Telegraficzna.
- 1920 – 171 osób zginęło, a 650 zostało rannych w trzęsieniu ziemi o sile 6,5 stopnia w skali Richtera z epicentrum w północnej Toskanii we Włoszech.
- 1921 – W Dublinie założono Legion Maryi.
- 1922 – Decyzją Sejmu powołano do życia Bank Łotwy.
- 1925 – W brazylijskim mieście Campina Grande założono klub piłkarski Treze FC.
- 1926 – W Hollywood odbył się pogrzeb Rudolpha Valentina.
- 1927:
  - W San Francisco amerykański wynalazca Philo Farnsworth zaprezentował pierwszy, w pełni funkcjonalny, elektroniczny system telewizyjny.
  - Założono Universidade Federal de Minas Gerais w brazylijskim Belo Horizonte.
- 1928 – W ZSRR ustanowiono Order Czerwonego Sztandaru Pracy.
- 1929 – Fiński parowiec „Kuru” zatonął na jeziorze Näsijärvi koło Tampere, w wyniku czego zginęło 136 osób.
- 1933 – Premiera komedii filmowej Arystokracja podziemi w reżyserii Franka Capry.
- 1936 – Ostatni znany osobnik wilka workowatego padł w zoo w australijskim Hobart.
- 1937:
  - Hiszpańska wojna domowa: taktycznym zwycięstwem wojsk republikańskich zakończyła się bitwa pod Belchite.
  - W Norymberdze odbyła się pierwsza ceremonia wręczenia Nagród Narodowych III Rzeszy.
- 1938 – Na obszarze wyłączonym z francuskiego terytorium mandatowego Syrii i Libanu utworzono niepodległe Państwo Hatay, które niespełna rok później zostało przyłączone do Turcji.
- 1939:
  - Dziwna wojna: wojska francuskie rozpoczęły ofensywę w Saarze.
  - Radio BBC nadało pierwszą audycję w języku polskim.
  - Został rozwiązany Związek Harcerstwa Polskiego w Niemczech.
- 1940:
  - Bitwa o Anglię: potężne bombardowanie Londynu z udziałem tysiąca niemieckich samolotów, w którym zginęło 450 osób, a 1600 zostało rannych.
  - Higinio Morínigo został prezydentem Paragwaju.
  - W Krajowej podpisano układ o przekazaniu przez Rumunię na rzecz Bułgarii Dobrudży południowej oraz wymianie ludności. Układ był konsekwencją drugiego arbitrażu wiedeńskiego z 30 sierpnia tego roku.
- 1942 – Wojna na Pacyfiku: zwycięstwem wojsk alianckich zakończyła się bitwa w Zatoce Milne’a na terytorium Papui (25 sierpnia-7 września).
- 1943 – W pożarze hotelu Gulf w Houston w Teksasie zginęło 55 osób, a 30 zostało rannych.
- 1944 – japoński statek „Shin’yō Maru” został zatopiony u wybrzeży Mindanao przez amerykański okręt podwodny USS „Paddle”. Przewoził około 750 amerykańskich jeńców wojennych, spośród których 667 poniosło śmierć.
- 1949 – Na japońskiej wyspie Honsiu założono Park Narodowy Jōshin’etsu Kōgen.
- 1950 – W Berlinie Wschodnim rozpoczęto rozbiórkę uszkodzonego w czasie wojny zamku królewskiego.
- 1951 – Ustanowiono Order Zasługi Republiki Federalnej Niemiec.
- 1953:
  - Garfield Todd został premierem Rodezji.
  - Mohammad Daud Chan został premierem Afganistanu.
  - Nikita Chruszczow objął stanowisko pierwszego sekretarza KC KPZR.
- 1955:
  - Dokonano oblotu radzieckiego samolotu myśliwsko-bombowego Su-7.
  - W trwających dwa dni pogromach skierowanych przeciwko ludności chrześcijańskiej (szczególnie greckiej i ormiańskiej) oraz żydowskiej Stambułu i innych miast Turcji zginęło od 11 do 15 osób.
- 1956 – Niespełna 16-letni Pelé zadebiutował w barwach Santos FC, strzelając jedną z bramek w meczu z Corinthians Santo André (7:1).
- 1957:
  - Po 10 dniach od wypłynięcia z Łeby do szwedzkiej wyspy Lilla Karlsö przybiła „Tratwa Nord” dowodzona przez kapitana Andrzeja Urbańczyka.
  - W Sewilli otwarto Stadion Ramóna Sáncheza Pizjuána.
- 1960 – W katastrofie samolotu Douglas DC-6 należącego do Aerolíneas Argentinas we wschodnim Urugwaju zginęło wszystkich 31 osób na pokładzie.
- 1961 – João Goulart został prezydentem Brazylii.
- 1963 – W Canton w stanie Ohio powołano Pro Football Hall of Fame.
- 1966 – Premiera francuskiej komedii filmowej Sławna restauracja w reżyserii Jacques’a Besnarda.
- 1969 – Powstała Międzynarodowa Federacja Stowarzyszeń Weksylologicznych.
- 1970:
  - Rozpoczęła nadawanie Telewizja Wietnamska.
  - W wypadku autokaru pod Grenoble zginęło 5 niewidomych francuskich pielgrzymów wracających z sanktuarium w La Salette.
- 1971 – W wyniku zawalenia wieży telewizyjnej o wysokości 392 m w Shoreview w stanie Minnesota zginęło 7 robotników, a 2 zostało rannych.
- 1972 – Premier Indira Gandhi wyraziła zgodę na wyprodukowanie przez Centrum Badań Atomowych pierwszej indyjskiej bomby atomowej, która została zdetonowana 18 maja 1974 roku.
- 1977 – Stany Zjednoczone zobowiązały się przekazać Panamie Kanał Panamski co nastąpiło w 1999 roku.
- 1978 – W Londynie agent bułgarskiego wywiadu przeprowadził śmiertelny w skutkach zamach (otrucie rycyną) na bułgarskiego pisarza i dysydenta Georgija Markowa.
- 1979 – Rozpoczęła nadawanie amerykańska telewizja sportowa ESPN.
- 1986:
  - Abp Desmond Tutu został zwierzchnikiem Kościoła anglikańskiego w Południowej Afryce.
  - Prezydent Chile Augusto Pinochet został lekko ranny po ostrzelaniu jego limuzyny przez grupę komunistycznych zamachowców pod Santiago. W zamachu zginęło 5 ochroniarzy, a 11 zostało rannych.
- 1987 – Erich Honecker, jako pierwszy w historii przywódca NRD, przybył z oficjalną wizytą do RFN.
- 1989 – George Cadle Price został po raz drugi premierem Belize.
- 1995 – Rozpoczęła się misja STS-69 wahadłowca Endeavour.
- 1996 – W Las Vegas został postrzelony pięciokrotnie przez nieznanego sprawcę raper Tupac Shakur, w wyniku czego zmarł w szpitalu 13 września.
- 1999:
  - Indonezyjski rząd wprowadził stan wojenny na Timorze Wschodnim.
  - Trzęsienie ziemi o sile 5,9 stopnia w skali Richtera zabiło w Grecji 143 osoby, raniło ponad 500, a ponad 50 tysięcy pozbawiło dachu nad głową.
- 2001 – W mieście Jos w Nigerii wybuchły trzydniowe walki między chrześcijanami a muzułmanami, w których zginęło co najmniej 915 osób.
- 2003 – W Połocku odsłonięto pomnik 22. litery białoruskiego alfabetu Ў.
- 2004 – Huragan Ivan zabił na Grenadzie 39 osób.
- 2005 – W Egipcie odbyło się pierwsze referendum zatwierdzające wybór przez Zgromadzenie Ludowe prezydenta Husniego Mubaraka na kolejną 6-letnią kadencję.
- 2007 – Papież Benedykt XVI rozpoczął wizytę w Austrii.
- 2009:
  - Między Belgią a Holandią uruchomiono szybką linię kolejową HSL Zuid o długości 125 km.
  - Na Samoa wprowadzono ruch lewostronny.
  - Premier Tajwanu Liu Chao-shiuan podał się do dymisji w związku z krytyką działań rządu po przejściu tajfunu Morakot.
  - Prezydent Grecji Karolos Papulias rozwiązał parlament.
- 2010 – 18 osób zginęło, a 56 zostało rannych w wyniku wybuchu samochodu-pułapki przed kwaterą policji w mieście Kohat w Pakistanie.
- 2011 – W rosyjskim Jarosławiu krótko po starcie rozbił się samolot Jak-42D, którym na mecz do Mińska leciała miejscowa drużyna hokejowa Łokomotiw. Zginęły 44 osoby, a 1 została ciężko ranna.
- 2012:
  - 81 osób zginęło, a 820 zostało rannych w wyniku trzęsienia ziemi w prowincji Junnan w Chinach.
  - Amerykanin Aries Merritt ustanowił w Brukseli rekord świata w biegu na 110 metrów przez płotki (12,80 s.)
- 2013:
  - 18 osób zginęło, a 20 zostało rannych w podwójnym zamachu bombowym w stolicy Somalii, Mogadiszu.
  - Podczas sesji MKOl w Buenos Aires wybrano Tokio na gospodarza XXXII Letnich Igrzysk Olimpijskich w 2020 roku.
  - Wystrzelono amerykańską sondę księżycową LADEE.
- 2017 – 98 osób zginęło, a ponad 300 zostało rannych w trzęsieniu ziemi w meksykańskich stanach Chiapas, Oaxaca i Tabasco.
- 2021 – Hasan Achund został tymczasowym premierem Afganistanu.
- 2022 – Gervais Ndirakobuca został premierem Burundi.
- 2023 – Raymond Ndong Sima został po raz drugi premierem Gabonu.

## Urodzili się
- 1388 – Giovanni Maria Visconti, książę Mediolanu (zm. 1412)
- 1438 – Ludwik II Szczery, książę Dolnej Hesji (zm. 1471)
- 1524 – Thomas Erastus, szwajcarski teolog protestancki (zm. 1583)
- 1533 – Elżbieta I Tudor, królowa Anglii (zm. 1603)
- 1548 – Filippo Boncompagni, włoski kardynał (zm. 1586)
- 1614 – Gustaf Otto Stenbock, szwedzki dowódca wojskowy, polityk (zm. 1685)
- 1641 – Ietsuna Tokugawa, japoński siogun (zm. 1680)
- 1651 – Margaretha Susanna von Kuntsch, niemiecka pisarka, poetka (zm. 1717)
- 1661 – Gunno Dahlstierna, szwedzki poeta (zm. 1709)
- 1683 – Maria Anna Habsburg, królowa Portugalii (zm. 1754)
- 1694 – Johan Ludvig von Holstein, duński polityk (zm. 1763)
- 1703 – Jean-Antoine Monnet, francuski dyplomata (zm. 1785)
- 1705 – Matthäus Günther, niemiecki malarz, grafik (zm. 1788)
- 1707 – Georges-Louis Leclerc, francuski filozof, przyrodnik, matematyk (zm. 1788)
- 1724 – Jean d’Arcet, francuski chemik (zm. 1801)
- 1726 – François Philidor, francuski szachista (zm. 1795)
- 1740 – Johan Tobias Sergel, szwedzki rzeźbiarz, malarz, rysownik (zm. 1814)
- 1752 – Antoni Lustyg, polski jezuita (zm. 1815)
- 1756 – Willem Bilderdijk, holenderski poeta (zm. 1831)
- 1787 – Carl von Wissmann, niemiecki polityk (zm. 1841)
- 1790 – Bertrand-Sévère Mascarou-Laurence, francuski duchowny katolicki, biskup Tarbes (zm. 1870)
- 1791 – Giuseppe Gioachino Belli, włoski poeta (zm. 1863)
- 1795 – John Polidori, brytyjski lekarz, pisarz pochodzenia włoskiego (zm. 1821)
- 1796 – Karol August Heylman, polski prawnik (zm. 1872)
- 1801 – Sarel Cilliers, południowoafrykański kaznodzieja, wojskowy, jeden z liderów voortrekkerów (zm. 1871)
- 1802 – Stanisław Pilat, polski pisarz (zm. 1866)
- 1803 – William Knibb, brytyjski duchowny i misjonarz baptystyczny (zm. 1845)
- 1805 – Jan Józef Baranowski, polski szlachcic, finansista, ekonomista, językoznawca, inżynier, wynalazca, emigrant (zm. 1888)
- 1807 – Henry Sewell, nowozelandzki polityk, pierwszy premier Nowej Zelandii (zm. 1879)
- 1808 – William Lindley, brytyjski inżynier (zm. 1900)
- 1810 – Hermann Heinrich Gossen, niemiecki prawnik, ekonomista (zm. 1858)
- 1811:
  - Karl Anton von Hohenzollern-Sigmaringen, niemiecki książę, polityk, premier Prus (zm. 1885)
  - Jenny von Pappenheim, niemiecka pisarka (zm. 1890)
- 1813 – Emil Korytko, polski etnograf, działacz niepodległościowy, uczestnik powstania listopadowego (zm. 1839)
- 1814:
  - William Butterfield, brytyjski architekt (zm. 1900)
  - Ludwig Kalisch, niemiecki pisarz pochodzenia żydowskiego (zm. 1882)
- 1815:
  - Howell Cobb, amerykański polityk (zm. 1868)
  - Jan Perner, czeski konstruktor linii kolejowych (zm. 1845)
  - John McDouall Stuart, australijski podróżnik (zm. 1866)
- 1816 – Ferdinand von Hebra, austriacki dermatolog, wykładowca akademicki pochodzenia czeskiego (zm. 1880)
- 1817:
  - Luiza Hessen-Kassel, królowa Danii (zm. 1898)
  - Jan Ziemięcki, polski dowódca wojskowy w służbie austriackiej i niemieckiej (zm. 1906)
- 1819 – Thomas Hendricks, amerykański polityk, wiceprezydent USA (zm. 1885)
- 1826 – Armand David, francuski lazarysta, misjonarz, przyrodnik (zm. 1900)
- 1829 – Friedrich August Kekulé von Stradonitz, niemiecki chemik, wykładowca akademicki (zm. 1896)
- 1831 – Alexandre Falguière, francuski malarz, rzeźbiarz (zm. 1900)
- 1832:
  - Emilio Castelar, hiszpański historyk, wykładowca akademicki, pisarz, polityk (zm. 1899)
  - Władysław Kozłowski, polski filozof, socjolog, psycholog, literat, uczestnik powstania styczniowego (zm. 1899)
  - Maria Steczkowska, polska taterniczka (zm. 1913)
- 1835 – Maria Gorecka, polska tłumacza, pamiętnikarka, filantropka, córka Adama Mickiewicza (zm. 1922)
- 1836:
  - Henry Campbell-Bannerman, brytyjski polityk, premier Wielkiej Brytanii (zm. 1908)
  - Liu Mingchuan, chiński generał, polityk (zm. 1896)
- 1837:
  - Samuel Rosenthal, polsko-francuski szachista pochodzenia żydowskiego (zm. 1902)
  - Stefan Zamoyski, polski działacz gospodarczy, polityk, uczestnik powstania styczniowego (zm. 1899)
- 1839 – Piotr Kapnist, rosyjski hrabia, polityk, dyplomata (zm. 1904)
- 1840 – Franciszek Longchamps de Bérier, polski pionier przemysłu naftowego (zm. 1914)
- 1842:
  - Maria Józefa od Serca Jezusowego, hiszpańska zakonnica, święta (zm. 1912)
  - Johannes Zukertort, polsko-niemiecki szachista pochodzenia żydowskiego (zm. 1888)
- 1845 – Emilia Podoska, polska zakonnica, Służebnica Boża (zm. 1889)
- 1847 – Karol Dzieduszycki, polski ziemianin, polityk (zm. 1902)
- 1848:
  - Emma Cooke, amerykańska łuczniczka (zm. 1929)
  - Wilhelmine Heimburg, niemiecka pisarka (zm. 1912)
- 1850 – (lub 9 sierpnia) Stanisław Marcin Badeni, polski prawnik, polityk (zm. 1912)
- 1853:
  - Józef Boguski, polski chemik, wykładowca akademicki (zm. 1933)
  - Antoni Adam Piotrowski, polski malarz, rysownik, ilustrator, poeta, twórca bajek dla dzieci (zm. 1924)
- 1855 – William Friese-Greene, brytyjski fotograf, wynalazca, pionier kina (zm. 1921)
- 1859 – Juan Campisteguy, urugwajski wojskowy, prawnik, polityk, prezydent Urugwaju (zm. 1937)
- 1860:
  - Grandma Moses, amerykańska malarka (zm. 1961)
  - Jacques Sautereau, francuski krokiecista (zm. 1936)
- 1861 – Ambroży, Katolikos-Patriarcha Gruzji, święty prawosławny (zm. 1927)
- 1863 – Henryk Czopowski, polski inżynier, wykładowca akademicki (zm. 1935)
- 1864:
  - Émile Chautard, amerykański aktor, reżyser filmowy pochodzenia francuskiego (zm. 1934)
  - Károly Schaffer, węgierski neurolog, neuropatolog, psychiatra, wykładowca akademicki (zm. 1939)
  - Giovanni Tebaldini, włoski muzykolog, dyrygent, pedagog (zm. 1952)
  - Tadeusz Tertil, polski prawnik, polityk, burmistrz Tarnowa (zm. 1925)
- 1867 – Maurycy Mansch de Leoney, polski generał brygady (zm. 1929)
- 1870:
  - Aleksandr Kuprin, rosyjski pisarz pochodzenia tureckiego (zm. 1938)
  - Maksymilian Wiśniowiecki, polski filolog klasyczny, nauczyciel (zm. po 1928)
- 1872 – Wilhelm Henie, norweski kolarz torowy, łyżwiarz szybki (zm. 1937)
- 1874 – Wojciech Migacz, polski rzemieślnik, działacz społeczny, fotograf (zm. 1944)
- 1876:
  - Daniel Brottier, francuski duchacz, misjonarz, błogosławiony (zm. 1936)
  - František Mrázek, czeski malarz, ilustrator (zm. 1933)
- 1878 – James Douglas, polski urzędnik konsularny, działacz socjalistyczny pochodzenia szkockiego (zm. 1956)
- 1881:
  - Wacław Faustmann, polski katolicki, powstaniec wielkopolski i śląski, wydawca (zm. 1959)
  - André Mazon, francuski slawista, wykładowca akademicki (zm. 1967)
- 1882 – Zofia Szlenkier, polska pielęgniarka, pionierka pielęgniarstwa świeckiego, filantropka (zm. 1939)
- 1884:
  - Sekula Drljević, czarnogórski prawnik, pisarz, polityk, kolaborant (zm. 1945)
  - Salomon Keil, polski architekt pochodzenia żydowskiego (zm. ?)
  - Arnold Szylling, polski podpułkownik piechoty (zm. 1920)
  - Sven Thomsen, duński żeglarz sportowy (zm. 1968)
- 1885:
  - Pałuta Badunowa, białoruska nauczycielka, polityk (zm. 1938)
  - Elinor Wylie, amerykańska pisarka, poetka (zm. 1928)
- 1887:
  - Gopinath Kaviraj, indyjski uczony, jogin, filozof (zm. 1976)
  - Wacław Sokolewicz, polski podpułkownik farmaceuta (zm. 1940)
- 1889:
  - Marian Celler, polski działacz komunistyczny i związkowy (zm. 1963)
  - Stanisław Czapelski, polski aktor (zm. 1966)
  - Václav Příhoda, czeski psycholog, pedagog (zm. 1979)
- 1890 – Franciszek Błaszkiewicz, polski działacz komunistyczny, polityk, poseł na Sejm RP (zm. 1953)
- 1891:
  - Samuel Nobre Moore, amerykański komandor (zm. 1942)
  - Jessica Nelson North, amerykańska poetka (zm. 1988)
- 1893:
  - Leslie Hore-Belisha, brytyjski polityk (zm. 1957)
  - Stanisław Kopystyński, polski malarz, pedagog (zm. 1969)
  - Edward Kościński, polski podpułkownik piechoty (zm. 1940)
  - Stefan Pomarański, polski major piechoty, historyk (zm. 1944)
  - Ernst Schirlitz, niemiecki wiceadmirał (zm. 1978)
- 1894 – Gala Dalí, Rosjanka, żona i muza Salvadora (zm. 1982)
- 1895:
  - Maurice Arnoux, francuski pilot wojskowy, as myśliwski (zm. 1940)
  - Brian Horrocks, brytyjski pięcioboista nowoczesny, generał (zm. 1985)
  - Pēteris Plēsums, łotewski polityk komunistyczny (zm. 1968)
- 1896:
  - Józef Ćwiertniak, polski pułkownik dyplomowany piechoty (zm. 1939)
  - Tit Korżykow, radziecki polityk (zm. 1937)
  - Stanisław Siciński, polski ziemianin, major kawalerii, polityk, poseł na Sejm i senator RP (zm. 1966)
- 1897 – Lucjana Bracka, polska aktorka (zm. 1966)
- 1898 – Marian Wacław Drozdowski, polski działacz gospodarczy, polityk, senator RP (zm. 1980)
- 1899 – Izabiełła Jurjewa, rosyjska pieśniarka (zm. 2000)
- 1900:
  - Joan Cross, brytyjska śpiewaczka operowa (sopran) (zm. 1993)
  - Leopold Duźniak, polski piłkarz (zm. 1974)
  - Giuseppe Zangara, amerykański zamachowiec pochodzenia włoskiego (zm. 1933)
- 1901:
  - Jarmila Glazarová, czeska pisarka, publicystka, polityk (zm. 1977)
  - Appie Groen, holenderski piłkarz (zm. 1964)
  - Abd Allah al-Jafi, libański polityk, premier Libanu (zm. 1986)
- 1903:
  - Mieczysław Maślanko, polski adwokat pochodzenia żydowskiego (zm. 1986)
  - Emil Novotný, czechosłowacki i słowacki oficer (zm. 1988)
- 1904:
  - Jan Michał Grubecki, polski polityk, działacz ruchu ludowego (zm. 1987)
  - Marian Jurek, polski konstruktor broni palnej (zm. 1982)
  - Lisamaria Meirowsky, niemiecka tercjarka dominikańska, lekarka (zm. 1942)
  - Daniel Prenn, niemiecki tenisista (zm. 1991)
- 1905:
  - Eskil Lundahl, szwedzki pływak (zm. 1992)
  - Brunon Zembol, polski franciszkanin, męczennik, błogosławiony (zm. 1942)
- 1906:
  - Bolesław Barcz, polski rzeźbiarz, grafik, wydawca (zm. 1944)
  - Romana Granas, polska działaczka komunistyczna, dziennikarka (zm. 1987)
- 1907:
  - Stanisław Groński, polski alpinista (zm. 1957)
  - Olle Källgren, szwedzki piłkarz (zm. 1983)
  - Wacław Kubacki, polski pisarz, krytyk i historyk literatury (zm. 1992)
  - Ahmet Adnan Saygun, turecki kompozytor (zm. 1991)
- 1908 – Michael Ellis DeBakey, amerykański chirurg (zm. 2008)
- 1909:
  - Elia Kazan, amerykański reżyser filmowy i teatralny, pisarz pochodzenia greckiego (zm. 2003)
  - Stefan Martyka, polski aktor, propagandzista radiowy (zm. 1951)
  - Zygmunt Nowicki, polski aktor (zm. 1977)
  - Dries Riphagen, holenderski przestępca, kolaborant (zm. 1973)
  - Fryderyk Scherfke, polski piłkarz (zm. 1983)
- 1910:
  - Aleks Buda, albański historyk (zm. 1993)
  - Jan Pawłowicz, polski entomolog (zm. 1939)
- 1911:
  - Zvonko Jazbec, chorwacki piłkarz, trener (zm. 1970)
  - Todor Żiwkow, bułgarski polityk, działacz komunistyczny, premier, sekretarz generalny Bułgarskiej Partii Komunistycznej (zm. 1998)
- 1912 – Franciszek Jan Bonifacio, włoski duchowny katolicki, męczennik, błogosławiony (zm. 1946)
- 1913 – Anthony Quayle, brytyjski aktor (zm. 1989)
- 1914:
  - Lída Baarová, czeska aktorka (zm. 2000)
  - James Van Allen, amerykański fizyk (zm. 2006)
- 1915:
  - Jock Dodds, szkocki piłkarz (zm. 2007)
  - Kornel Gibiński, polski internista, gastroenterolog, farmakolog kliniczny, filozof medycyny (zm. 2012)
- 1917:
  - John Cornforth, australijski chemik, laureat Nagrody Nobla (zm. 2013)
  - Gerardo Fernández Albor, hiszpański chirurg, polityk, prezydent Galicji, eurodeputowany (zm. 2018)
- 1918:
  - Stanisław Gosławski, polski rzeźbiarz (zm. 2008)
  - Maurillio Sacchi, włoski franciszkanin, Kustosz Ziemi Świętej (zm. 1997)
- 1919:
  - Agnieszka Dowbor-Muśnicka, polska działaczka konspiracyjna (zm. 1940)
  - Michael Guttenbrunner, austriacki pisarz (zm. 2004)
  - Czesław Jóźwiak, polski wychowanek salezjanów, męczennik, błogosławiony (zm. 1942)
  - Łucjan Królikowski, polski duchowny katolicki, franciszkanin konwentualny (zm. 2019)
  - Briek Schotte, belgijski kolarz szosowy i torowy (zm. 2004)
- 1920 – Stefania Jabłońska, polska dermatolog (zm. 2017)
- 1921:
  - Linus Nirmal Gomes, indyjski duchowny katolicki, biskup Baruipuru (zm. 2021)
  - Mieczysław Omulecki, polski otolaryngolog (zm. 1965)
- 1922:
  - David Croft, brytyjski aktor, reżyser i scenarzysta filmowy (zm. 2011)
  - Art Devlin, amerykański skoczek narciarski, dziennikarz i działacz sportowy (zm. 2004)
- 1923:
  - Peter Lawford, brytyjski aktor (zm. 1984)
  - Riccardo Picchio, włoski językoznawca, slawista (zm. 2011)
  - Hans Martin Schaller, niemiecki historyk, wydawca (zm. 2005)
  - Marian Tarnawski, polski generał brygady (zm. 1968)
- 1924 – Daniel Inouye, amerykański polityk, senator (zm. 2012)
- 1926:
  - Patrick Jenkin, brytyjski polityk (zm. 2016)
  - Erich Juskowiak, niemiecki piłkarz (zm. 1983)
  - Don Messick, amerykański aktor, lektor (zm. 1997)
  - Janina Rybarska, polska szachistka (zm. 1986)
  - Eugeniusz Rychlewski, polski ekonomista, nauczyciel akademicki (zm. 2019)
- 1927:
  - Juliusz Englert, polski fotografik, edytor, żołnierz AK, uczestnik powstania warszawskiego (zm. 2010)
  - Elio Morille, włoski wioślarz (zm. 1998)
  - Stefan Rogaczewski, polski duchowny baptystyczny (zm. 2018)
  - Theodore F. Twardzik, amerykański przedsiębiorca pochodzenia polskiego (zm. 2016)
- 1928:
  - Irena Falska, polska dziennikarka i prezenterka telewizyjna
  - Derek Royle, brytyjski aktor (zm. 1990)
- 1929 – Clyde Lovellette, amerykański koszykarz (zm. 2016)
- 1930:
  - Roland Aboujaoudé, libański duchowny katolicki, biskup pomocniczy Antiochii (zm. 2019)
  - Zdzisław Jóźwiak, polski aktor (zm. 1978)
  - Leon Klenicki, amerykański rabin (zm. 2009)
  - Baldwin I Koburg, król Belgów (zm. 1993)
  - Karl Reger, niemiecki duchowny katolicki, biskup diecezji akwizgrańskiej (zm. 2024)
  - Sonny Rollins, amerykański saksofonista jazzowy
- 1931:
  - Charles Camilleri, maltański kompozytor, dyrygent (zm. 2009)
  - Lionel Guterres, hongkoński hokeista na trawie
  - Franciszek Jarecki, polski porucznik pilot (zm. 2010)
  - Danuta Musioł, polska polonistka, bibliotekarka
  - Josep Lluís Núñez, hiszpański przedsiębiorca, hotelarz, działacz sportowy (zm. 2018)
  - Tomasz Umiński, polski zoolog
  - Stanisław Ziemiański, polski jezuita, filozof, autor pieśni religijnych
- 1932:
  - Malcolm Bradbury, brytyjski pisarz, scenarzysta filmowy, krytyk i teoretyk literatury (zm. 2000)
  - George Ellis, brytyjski lekkoatleta, sprinter (zm. 2023)
  - Henryk Grencel, polski rolnik, polityk, poseł na Sejm PRL (zm. 2014)
  - Marian Pokropek, polski etnograf, wykładowca akademicki (zm. 2023)
- 1933 – Maria Ciach, polska lekkoatletka, oszczepniczka (zm. 2009)
- 1934:
  - László Bitó, węgierski fizjolog, pisarz (zm. 2021)
  - Umar Karami, libański polityk, premier Libanu (zm. 2015)
  - Marcin Nurowski, polski polityk, minister rynku wewnętrznego (zm. 2017)
- 1935:
  - Sergio Ciani, włoski aktor, producent filmowy (zm. 2015)
  - Jorge Griffa, argentyński piłkarz, trener (zm. 2024)
  - Guðrún Helgadóttir, islandzka pisarka, polityk (zm. 2022)
  - Mohamed Khadem Khorasani, irański zapaśnik (zm. 2020)
- 1936:
  - Waldemar Ceran, polski historyk, bizantynolog (zm. 2009)
  - Brian Hart, brytyjski kierowca wyścigowy (zm. 2014)
  - Buddy Holly, amerykański muzyk (zm. 1959)
  - Mariadas Kagithapu, indyjski duchowny katolicki, biskup Guntur, arcybiskup Wisakhapatnam (zm. 2018)
  - Edward Szymański, polski ekonomista, polityk, urzędnik państwowy, poseł na Sejm PRL (zm. 2025)
- 1937:
  - Cüneyt Arkın, turecki aktor (zm. 2022)
  - Erwin Josef Ender, niemiecki duchowny katolicki, arcybiskup, nuncjusz apostolski (zm. 2022)
  - Justinas Karosas, litewski filozof, wykładowca akademicki, polityk, samorządowiec (zm. 2012)
  - John Phillip Law, amerykański aktor (zm. 2008)
  - Oleg Łobow, rosyjski polityk, premier Rosji (zm. 2018)
  - Alexander Vane-Tempest-Stewart, brytyjski arystokrata (zm. 2012)
- 1938:
  - Milena Dvorská, czeska aktorka (zm. 2009)
  - Juanita Millender-McDonald, amerykańska polityk (zm. 2007)
  - Mariano Moreno García, hiszpański duchowny katolicki, biskup Cafayate (zm. 2023)
- 1939:
  - Christine Bergmann, niemiecka działaczka samorządowa, polityk
  - Piotr Kowalik, polski inżynier hydrolog, profesor nauk technicznych, wykładowca akademicki (zm. 2025)
  - Stanisław Pietrow, rosyjski podpułkownik (zm. 2017)
- 1940:
  - Dario Argento, włoski reżyser, scenarzysta i producent filmowy
  - Abdurrahman Wahid, indonezyjski polityk, prezydent Indonezji (zm. 2009)
- 1941:
  - György Mezey, węgierski piłkarz, trener
  - Marie Poledňáková, czeska reżyserka, scenarzystka filmowa i telewizyjna (zm. 2022)
  - László Surján, węgierski lekarz, polityk
- 1942:
  - Marian Łohutko, polski prozaik, autor sztuk scenicznych i słuchowisk (zm. 2017)
  - Alan Oakes, angielski piłkarz
  - Juozas Žilys, litewski prawnik, wykładowca akademicki, prezes Sądu Konstytucyjnego Republiki Litewskiej (zm. 2024)
- 1943:
  - Gloria Gaynor, amerykańska piosenkarka
  - Elżbieta Stefańska, polska klawesynistka
  - Lena Valaitis, niemiecka piosenkarka i aktorka pochodzenia litewskiego
  - Zé Carlos, brazylijski piłkarz
- 1944:
  - Bertel Haarder, duński polityk
  - Łeonid Kołtun, ukraiński piłkarz, bramkarz, trener
  - Bora Milutinović, serbski piłkarz, trener
  - Ivo Pešák, czeski muzyk, klarnecista, członek zespołu Banjo Band (zm. 2011)
- 1945:
  - Peter Storey, angielski piłkarz
  - Bob Verga, amerykański koszykarz
- 1946:
  - Massimo Fecchi, włoski rysownik
  - Jerzy Łukaszewicz, polski operator i reżyser filmowy
  - Olgierd Łukaszewicz, polski aktor, prezes ZASP
  - Jerzy Salwarowski, polski dyrygent, kompozytor
  - Jerzy Stępień, polski prawnik, polityk, prezes Trybunału Konstytucyjnego
- 1947:
  - Edward Dusza, polski poeta, prozaik, krytyk literacki
  - Ewa Janik, polska polityk, poseł na Sejm RP
- 1948:
  - Susan Blakely, amerykańska aktorka
  - Marian Dusza, polski sędzia piłkarski (zm. 2011)
  - Linda Lanzillotta, włoska działaczka samorządowa, polityk
- 1949:
  - Bogdan de Barbaro, polski psychiatra, terapeuta
  - Andrés Duany, amerykański architekt, urbanista
  - Piotr Marciniak, polski polityk, poseł na Sejm RP
- 1950:
  - Joaquim Miranda, portugalski ekonomista, polityk, eurodeputowany (zm. 2006)
  - Fargat Mustafin, rosyjski zapaśnik
  - Mário Sérgio Pontes de Paiva, brazylijski piłkarz, trener, komentator sportowy (zm. 2016)
  - Andrzej Rozpłochowski, polski mechanik, działacz opozycji antykomunistycznej (zm. 2021)
  - Paul Toungui, gaboński polityk
- 1951:
  - Morris Albert, brazylijski piosenkarz
  - Chrissie Hynde, brytyjska wokalistka, gitarzystka, członkini zespołu The Pretenders
  - Mark Isham, amerykański kompozytor muzyki filmowej
  - Mammootty, indyjski aktor, producent filmowy
  - Laurent Ulrich, francuski duchowny katolicki, arcybiskup Lille
- 1952:
  - Iwona Bielska, polska aktorka
  - Rudolf Nébald, węgierski szablista
  - Milan Orlowski, czeski tenisista stołowy
  - Bruno Vicino, włoski kolarz szosowy i torowy
  - Wojn Wojnow, bułgarski piłkarz, trener
- 1953:
  - Lillete Dubey, indyjska aktorka
  - Ryszard Matusiak, polski związkowiec, polityk, poseł na Sejm RP
  - Salomón Nazar, honduraski piłkarz
  - Zdzisław Rychter, polski aktor, kaskader, literat
- 1954:
  - Corbin Bernsen, amerykański aktor, scenarzysta, reżyser i producent filmowy
  - Michael Emerson, amerykański aktor
  - Tudorel Stoica, rumuński piłkarz, trener
  - Jan Udała, polski zootechnik, wykładowca akademicki
- 1955:
  - Gert Brauer, niemiecki piłkarz (zm. 2018)
  - Mira Furlan, chorwacka aktorka (zm. 2021)
  - Yopie Latul, indonezyjski piosenkarz (zm. 2020)
  - Heino Puuste, estoński lekkoatleta, oszczepnik
  - Jefim Zielmanow, rosyjski matematyk, wykładowca akademicki
- 1956:
  - Tadeusz Isakowicz-Zaleski, polski duchowny katolicki, poeta, działacz opozycji antykomunistycznej, publicysta, działacz społeczny (zm. 2024)
  - Waldemar Pelc, polski przedsiębiorca, polityk, poseł na Sejm RP
  - Ryszard Riedel, polski wokalista, autor tekstów, lider zespołu Dżem (zm. 1994)
  - Janusz Rybczyński, polski lekkoatleta, skoczek wzwyż (zm. 2025)
  - Diane Warren, amerykańska piosenkarka
- 1957:
  - Wiktar Hanczar, białoruski polityk, wicepremier (zag. 1999)
  - Ewa Kasprzyk, polska lekkoatletka, sprinterka
  - John McInerney, brytyjski wokalista, członek zespołu Bad Boys Blue
  - Iskra Michajłowa, bułgarska polityk
  - J. Smith-Cameron, amerykańska aktorka
- 1958:
  - Goran Hadžić, serbski polityk, prezydent Republiki Serbskiej Krajiny, zbrodniarz wojenny (zm. 2016)
  - Stanislav Zore, słoweński duchowny katolicki, arcybiskup Lublany
- 1959:
  - Alfreð Gíslason, islandzki piłkarz ręczny, trener
  - Siergiej Kudrin, amerykański szachista pochodzenia rosyjskiego
  - Thierry Péponnet, francuski żeglarz sportowy
  - Krzysztof Piasecki, polski gitarzysta, kompozytor, aranżer, pedagog
  - James Schamus, amerykański scenarzysta i producent filmowy pochodzenia żydowskiego
  - Oleg Sztefanko, rosyjski aktor pochodzenia ukraińskiego
- 1960:
  - Nae Caranfil, rumuński reżyser i scenarzysta filmowy
  - Paweł Nowosławski, polski reżyser filmów animowanych
  - Phillip Rhee, amerykański aktor, kaskader
  - Algis Strelčiūnas, litewski inżynier, samorządowiec, polityk
  - Rabie Yassin, egipski piłkarz
- 1961:
  - Irena Bogoczová, czeska językoznawczyni, slawistka, wykładowczyni akademicka
  - Jochen Horst, niemiecki aktor
  - Anna Malewska-Szałygin, polska etnolog, wykładowczyni akademicka
  - LeRoi Moore, amerykański saksofonista, członek zespołu Dave Matthews Band (zm. 2008)
  - Chris Owens, kanadyjsko-amerykański aktor
  - Maciej Sikała, polski saksofonista, kompozytor, pedagog
  - József Szájer, węgierski prawnik, polityk, eurodeputowany
  - Jean-Yves Thibaudet, francuski pianista
- 1962:
  - Siddiq Barmak, afgański reżyser i producent filmowy
  - Fabián Pizzorno, argentyński aktor
- 1963:
  - William Earl Brown, amerykański aktor
  - Éric Di Meco, francuski piłkarz
  - Brent Liles, amerykański basista, członek zespołów Social Distortion i Agent Orange (zm. 2007)
  - Admir Smajić, bośniacki piłkarz, trener
- 1964:
  - Eazy-E, amerykański raper (zm. 1995)
  - Günther Eger, niemiecki bobsleista
  - Andy Hug, szwajcarski karateka stylu kyokushin (zm. 2000)
- 1965:
  - Angela Gheorghiu, rumuńska śpiewaczka operowa (sopran)
  - Danny Harris, amerykański lekkoatleta, płotkarz
  - Zdzisława Kobylińska, polska filozof, etyk, nauczycielka akademicka, publicystka, polityk, poseł na Sejm RP
  - Lee Joon-hoo, południowokoreański łyżwiarz szybki, specjalista short tracku
  - Darko Panczew, macedoński piłkarz
  - Tomáš Skuhravý, czeski piłkarz
  - Andreas Thom, niemiecki piłkarz, trener
  - Joanna Trzepiecińska, polska aktorka, wokalistka
- 1966:
  - Władimir Andriejew, rosyjski lekkoatleta, chodziarz (zm. 2024)
  - Nibbs Carter, brytyjski basista, członek zespołu Saxon
  - Lutz Heilmann, niemiecki polityk
  - Toby Jones, brytyjski aktor
  - Gunda Niemann-Stirnemann, niemiecka łyżwiarka szybka
- 1967:
  - Miguel Guerrero, kolumbijski piłkarz
  - Beata Kawka, polska aktorka
  - Bruno Mingeon, francuski bobsleista
  - Jean-Michel Monin, francuski kolarz torowy i szosowy
  - Jacek Winnicki, polski trener koszykówki
  - Natalia Wörner, niemiecka aktorka
- 1968:
  - Kachaber Cchadadze, gruziński piłkarz, trener
  - Jan Dam, farerski piłkarz
  - Marcel Desailly, francuski piłkarz pochodzenia ghańskiego
  - Qianhong Gotsch, niemiecka tenisistka stołowa pochodzenia chińskiego
  - Grzegorz Hołdanowicz, polski dziennikarz, publicysta w zakresie wojskowości (zm. 2011)
  - Marianna Łaba, ukraińska piosenkarka
  - Joanna Strzałka, polska szachistka
  - Giovanni Toti, włoski polityk, euroeputowany, prezydent Ligurii
- 1969:
  - Angie Everhart, amerykańska aktorka, modelka
  - Diane Farr, amerykańska aktorka, modelka, pisarka
  - Kiriłł Sieriebriennikow, rosyjski reżyser filmowy i teatralny
- 1970:
  - Giovane Gávio, brazylijski siatkarz, trener
  - Tom Everett Scott, amerykański aktor
  - Eduardo Victoria, meksykański aktor
  - Wiesław Ziemianin, polski biathlonista
- 1971:
  - Sławomir Lasota, polski matematyk, informatyk, wykładowca akademicki
  - Shane Mosley, amerykański bokser
  - Tomomi Okazaki, japońska łyżwiarka szybka
  - Amir Tawakkolijan, irański zapaśnik
  - Rafał Wnuk, polski pianista, kompozytor
- 1972:
  - Luis Gerónimo Abreu, wenezuelski aktor
  - Wołodymyr Dyczko, ukraiński piłkarz
  - John Purse, amerykański kolarz BMX
  - Slug, amerykański raper
  - Jean-Jacques Tizié, iworyjski piłkarz, bramkarz
- 1973:
  - Anna Czerwińska-Rydel, polska muzyk, pedagog
  - Shannon Elizabeth, amerykańska aktorka, modelka
  - Ryszard Kunce, polski autor i tłumacz tekstów piosenek, scenarzysta filmowy
  - Iowana Sera Vakeloloma, fidżyjska lekkoatletka, tyczkarka
  - Wioletta Wojtasik, polska lekkoatletka, sprinterka
- 1974:
  - Jason Brissett, angielski piłkarz
  - Teresa Czerwińska, polska ekonomistka, polityk, minister finansów
  - Pánfilo Escobar, paragwajski piłkarz
  - Jean-Noël Ferrari, francuski florecista
  - Mario Frick, lichtensztajński piłkarz
  - Charlotte Girard, francuska prawnik, wykładowczyni akademicka, polityk
  - Braňo Golier, słowacki zawodnik armwrestler, strongman, kulturysta
  - Stéphane Henchoz, szwajcarski piłkarz
  - Noah Huntley, brytyjski aktor
  - Lucien Fils Ibara, kongijski piłkarz
  - Glenn Ljungström, szwedzki gitarzysta rockowy
  - Macamito, mozambicki piłkarz
  - Antonio McDyess, amerykański koszykarz
  - Hiroki Takahashi, japoński aktor głosowy
- 1975:
  - Norifumi Abe, japoński motocyklista wyścigowy (zm. 2007)
  - Anna Ilska-Gruchot, polska rzeźbiarka
  - Harold Wallace, kostarykański piłkarz
- 1976:
  - Grzegorz Grzyb, polski kierowca rajdowy
  - Oliver Hudson, amerykański aktor
  - Radosław Pyffel, polski socjolog, sinolog, dziennikarz, publicysta
  - Francesc Ramírez, andorski piłkarz
  - Alain Roca, kubański siatkarz
- 1977:
  - Daniel Ambroziński, polski kapral (zm. 2009)
  - Władimir But, rosyjski piłkarz
  - Mateen Cleaves, amerykański koszykarz
  - Fedde le Grand, holenderski didżej, producent muzyczny
  - Ariel Jakubowski, polski piłkarz
  - Viktor Karpenko, uzbecki piłkarz pochodzenia rosyjskiego
  - Dominika Łakomska, polska aktorka
  - Nalini Singh, nowozelandzka pisarka pochodzenia fidżyjskiego
- 1978:
  - Wellington Monteiro, brazylijski piłkarz
  - Devon Sawa, kanadyjski aktor pochodzenia polskiego
- 1979:
  - Karolina Ciaszkiewicz-Lach, polska siatkarka
  - Josh Hammond, amerykański aktor
  - Pavol Hochschorner, słowacki kajakarz górski
  - Peter Hochschorner, słowacki kajakarz górski
  - Kevin Johnson, amerykański bokser
  - Owen Pallett, kanadyjski piosenkarz, skrzypek
  - Francisco Rubio, meksykański aktor, piosenkarz
  - Katarzyna Wysocka, polska siatkarka
- 1980:
  - Emre Belözoğlu, turecki piłkarz
  - Nigar Camal, azerska piosenkarka
  - Sara Carrigan, australijska kolarka szosowa i torowa
  - Gabriel Milito, argentyński piłkarz
  - Rikke Skov, duńska piłkarka ręczna
  - Shamell Stallworth, amerykańsko-brazylijski koszykarz
- 1981:
  - Henri Caroine, tahitański piłkarz
  - David Dóniga, hiszpański piłkarz, trener
  - Hannah Herzsprung, niemiecka aktorka
  - Władimir Kara-Murza, rosyjsko-brytyjski dziennikarz, reżyser filmowy, pisarz, polityk, działacz na rzecz praw człowieka
  - Anna Wendzikowska, polska aktorka
  - Witek Muzyk Ulicy, polski wokalista, kompozytor, akordeonista, gitarzysta, autor tekstów, aranżer (zm. 2024)
  - Gökhan Zan, turecki piłkarz
  - Rob Zepp, niemiecki hokeista, bramkarz pochodzenia kanadyjskiego
- 1982:
  - Giacomo Benedettini, sanmaryński piłkarz
  - Mark Bult, holenderski piłkarz ręczny
  - Antonia Campbell-Hughes, brytyjska aktorka, modelka
  - Iamel Kabeu, nowokaledoński piłkarz
  - Marcin Marciniszyn, polski lekkoatleta, sprinter
  - Przemysław Rosati, polski prawnik, adwokat, prezes Naczelnej Rady Adwokackiej, członek Trybunału Stanu
  - Zeshan Shakar, norweski pisarz pochodzenia pakistańskiego
  - Emese Szász, węgierska szpadzistka
  - Paweł Zmarlak, polski koszykarz
- 1983:
  - Andre Berto, amerykański bokser pochodzenia haitańskiego
  - Andre Dirrell, amerykański bokser
  - Ryan Fisher, amerykański żużlowiec
  - Piri Weepu, nowozelandzki rugbysta
- 1984:
  - Anne Breitreiner, niemiecka koszykarka
  - Claiton, brazylijski piłkarz
  - Joei Clyburn, amerykańska koszykarka
  - Nikola Drinčić, czarnogórski piłkarz
  - Miranda, brazylijski piłkarz
  - Josef Mifsud, maltański piłkarz
  - Natalia Misiuna, ukraińśka siatkarka
  - Emma Moffatt, australijska triathlonistka
  - Kamil Smala, polski grafik, malarz, rysownik, gitarzysta
  - Martyna Wardak, polska siatkarka plażowa
  - Wiera Zwonariowa, rosyjska tenisistka
- 1985:
  - Jean Cedeño, panamski piłkarz
  - Stephen Dixon, kanadyjski hokeista
  - Alona Łanska, białoruska piosenkarka
  - Rafinha, brazylijski piłkarz
  - Bartłomiej Tomczak, polski piłkarz ręczny
- 1986:
  - Laimutis Adomaitis, litewski zapaśnik
  - Brian Brendell, namibijski piłkarz
  - Fanny Fischer, niemiecka kajakarka
  - Jennifer Hudak, amerykańska narciarka dowolna
  - Denis Istomin, uzbecki tenisista
  - Jamea Jackson, amerykańska tenisistka
  - Motlalepula Mofolo, lesotyjski piłkarz
- 1987:
  - Destinee Hooker-Coulter, amerykańska siatkarka
  - Piotr Paziński, polski taekwondzista
  - Robert Snodgrass, szkocki piłkarz
  - Evan Rachel Wood, amerykańska aktorka, piosenkarka
  - Aleksandra Wozniak, kanadyjska tenisistka pochodzenia polskiego
- 1988:
  - Raúl Albentosa, hiszpański piłkarz
  - Max Emerson, amerykański aktor, reżyser, scenarzysta i producent filmowy
  - Alex Harvey, kanadyjski biegacz narciarski
  - Paul Iacono, amerykański aktor
  - Utaiwan Kaensing, tajska siatkarka
  - Weronika Karbowiak, polska judoczka
  - Yağmur Koçyiğit, turecka siatkarka
  - Anna Lewandowska, polska sportsmenka, działaczka sportowa, bizneswoman
  - Kevin Love, amerykański koszykarz
  - Wiktoria Marinowa, bułgarska dziennikarka śledcza (zm. 2018)
  - Luis Ovalle, panamski piłkarz
  - Anthony Pannier, francuski pływak
  - Ryūsuke Sakai, japoński piłkarz
  - Arnór Smárason, irlandzki piłkarz
  - Damian Wojtaszek, polski siatkarz
- 1989:
  - Natalia Bojko, ukraińska menedżerka, polityk
  - David Cabrera, meksykański piłkarz
  - Reinier van Lanschot, holenderski polityk, eurodeputowany
  - Jonathan Majors, amerykański aktor
  - Stanisław Mykycej, ukraiński piłkarz
  - Aimé Nzohabonayo, burundyjski piłkarz
  - Aaron Palushaj, amerykański hokeista pochodzenia albańskiego
  - Abd ar-Rahman at-Tarabili, egipski zapaśnik (zm. 2013)
- 1990:
  - Libor Hudáček, słowacki hokeista
  - David Jelínek, czeski koszykarz
  - Georgi Kostadinow, bułgarski piłkarz
  - Annie Last, brytyjska kolarka górska i przełajowa
  - Maksim Truniow, rosyjski hokeista
- 1991:
  - Damian Adamczak, polski żużlowiec
  - João Amaral, portugalski piłkarz
  - Kamil Drygas, polski piłkarz
  - Amar Garibović, serbski biegacz narciarski (zm. 2010)
  - Joe Harris, amerykański koszykarz
  - Angelika Mach, polska lekkoatletka, biegaczka długodystansowa
  - Milan Milovanović, serbski koszykarz
  - Namika, niemiecka piosenkarka pochodzenia marokańskiego
- 1992:
  - Anna Jurakowa, rosyjska łyżwiarka szybka
  - Sam Kendricks, amerykański lekkoatleta, tyczkarz
  - Aleksiej Łucenko, kazachski kolarz szosowy
- 1993:
  - Andri Aganits, estoński siatkarz
  - Natalja Diemidienko, rosyjska lekkoatletka, tyczkarka
  - Taylor Gray, amerykański aktor
  - Sun Menachem, izraelski piłkarz
  - Vladimir Rodić, czarnogórski piłkarz
  - Gilroy Thurton, belizeński piłkarz
  - Serhij Wakułenko, ukraiński piłkarz
- 1994:
  - Abdülkerim Bardakcı, turecki piłkarz
  - Elinor Barker, brytyjska kolarka torowa i szosowa
  - Irina Fietisowa, rosyjska siatkarka
  - Demetrius Jackson, amerykański koszykarz
  - Zuzanna Lit, polska aktorka
  - Maren Lundby, norweska skoczkini narciarska
  - Duane Notice, kanadyjski koszykarz
  - Jakub Ondra, czeski piosenkarz, autor tekstów, gitarzysta, artysta uliczny
  - Simon Tibbling, szwedzki piłkarz
  - Carlos Vigaray, hiszpański piłkarz
- 1995:
  - Sahaj Grover, indyjski szachista
  - Patrik Johannesen, farerski piłkarz
  - Marlon, brazylijski piłkarz
  - Luisa Niemesch, niemiecka zapaśniczka
  - Alberto Polo, włoski siatkarz
  - Sardi Strugaj, albański piosenkarz
  - Zane Weir, włoski lekkoatleta, kulomiot pochodzenia południowoafrykańskiego
  - George Williams, walijski piłkarz
- 1996:
  - Altuğ Çelikbilek, turecki tenisista
  - Siriki Dembélé, szkocki piłkarz pochodzenia iworyjskiego
  - Anita Horvat, słoweńska lekkoatletka, sprinterka i biegaczka średniodystansowa
  - Donovan Mitchell, amerykański koszykarz
  - Kwame Quee, sierraleoński piłkarz
  - Raevyn Rogers, amerykańska lekkoatletka, biegaczka średniodystansowa
  - Junior Sambia, francuski piłkarz pochodzenia środkowoafrykańskiego
  - Tim Skarke, niemiecki piłkarz
- 1997:
  - Gustav Berggren, szwedzki piłkarz
  - Dean-Charles Chapman, brytyjski aktor
  - Misuzu Enomoto, japońska zapaśniczka
  - Iulian Pîtea, rumuński skoczek narciarski
  - Kheira Yahiaouchi, algierska zapaśniczka
- 1998:
  - Roberto Alvarado, meksykański piłkarz
  - Gerardo Arteaga, meksykański piłkarz
  - Chimwemwe Idana, malawijski piłkarz
  - Olabiran Muyiwa, nigeryjski piłkarz
  - Ion Nicolaescu, mołdawski piłkarz
  - Ola Solbakken, norweski piłkarz
  - Aléx Viana, brazylijski futsalista
- 1999:
  - Chris Corning, amerykański snowboardzista
  - Michelle Creber, kanadyjska aktorka, piosenkarka
  - Luis Meseguer, piłkarz z Gwinei Równikowej
  - Cameron Ocasio, amerykański aktor
- 2000:
  - Jeremy Ngakia, angielski piłkarz pochodzenia kongijskiego
  - Ariarne Titmus, australijska pływaczka
- 2001:
  - Shoxida Axmedova, uzbecka zapaśniczka
  - Dmitrij Ryłow, rosyjski łyżwiarz figurowy
  - Xandra Velzeboer, holenderska łyżwiarka szybka, specjalistka short tracku
- 2002 – Vanderlan, brazylijski piłkarz
- 2003 – Mayer Gil, salwadorski piłkarz pochodzenia kolumbijskiego
- 2004 – Kacper Urbański, polski piłkarz
- 2006 – Ian Chen, amerykański aktor pochodzenia tajwańskiego

## Zmarli
- 355 – Klaudiusz Sylwanusz, cesarz rzymski (uzurpator) (ur. ?)
- 560 – Klodoald, frankijski pustelnik, święty (ur. ok. 522)
- 1134 – Alfons I Waleczny, król Aragonii i Nawarry (ur. ok. 1073)
- 1151 – Godfryd V Plantagenet, hrabia Maine i Andegawenii, książę Normandii (ur. 1113)
- 1181 – Eskil, duński duchowny katolicki, arcybiskup Lund (ur. ok. 1100)
- 1202 – Wilhelm o Białych Dłoniach, francuski duchowny katolicki, arcybiskup Sens i Reims, kardynał (ur. 1135)
- 1208 – Stefan z Châtillon, francuski kartuz, biskup, święty (ur. ok. 1150)
- 1251 – Wiola, księżna opolsko-raciborska (ur. ?)
- 1312 – Ferdynand IV Pozwany, król Kastylii i Leónu (ur. 1285)
- 1322 – Henryk Dziwak, współksiążę Brunszwiku, książę Brunszwiku-Grubenhagen (ur. 1267)
- 1354 – Andrea Dandolo, doża Wenecji (ur. 1306)
- 1362 – Joanna z Tower, królowa Szkocji (ur. 1321)
- 1394 – Adolf I, biskup Münsteru, arcybiskup-elekt Kolonii, hrabia Kleve i Mark (ur. przed 1350)
- 1411 – Mikołaj Kurowski, polski duchowny katolicki, biskup włocławski, biskup poznański i arcybiskup gnieźnieński, kanclerz koronny (ur. ok. 1355)
- 1464 – Otton III, książę szczeciński (ur. 1444)
- 1458 – Maria Kastylijska, królowa Aragonii, Sardynii, Korsyki i Neapolu (ur. 1401)
- 1464 – Fryderyk II Łagodny, książę Saksonii, elektor Rzeszy (ur. 1412)
- 1496 – Ferdynand II, król Neapolu (ur. 1469)
- 1503 – Veit I von Pommersfelden, niemiecki duchowny katolicki, biskup Bambergu (ur. ?)
- 1559 – Robert Estienne, francuski drukarz (ur. 1503)
- 1566 – Nikola Šubić Zrinski, ban Chorwacji (ur. 1508)
- 1573 – Joanna Austriacka, infantka i regentka Hiszpanii, jedyna w historii jezuitka (ur. 1535)
- 1619:
  - Melchior Grodziecki, polski jezuita, męczennik, święty (ur. 1582 lub 84)
  - Marek Križ, słowacki duchowny katolicki, męczennik, święty (ur. 1580)
- 1621 – Mikołaj Bogusław Zenowicz, polski szlachcic, polityk (ur. ?)
- 1622 – Denis Godefroy, francuski prawnik (ur. 1549)
- 1631 – Marcin Krasicki, polski szlachcic, polityk (ur. 1574)
- 1644:
  - Rudolf Corby, angielski jezuita, męczennik, błogosławiony (ur. 1598)
  - Jan Duckett, angielski duchowny katolicki, męczennik, błogosławiony (ur. 1616)
- 1654 – Michael Brüggemann, niemiecki duchowny i teolog luterański, kapelan książąt pomorskich (ur. 1583)
- 1657 – Arvid Wittenberg, szwedzki hrabia, feldmarszałek (ur. 1606)
- 1678 – Makary Kaniowski, ukraiński mnich prawosławny, męczennik, święty (ur. 1605)
- 1709 – Gunno Dahlstierna, szwedzki poeta (ur. 1661)
- 1711 – Mikołaj Popławski, polski duchowny katolicki, biskup inflancki (ur. 1636)
- 1721 – Bernhard Albinus, niemiecki lekarz, uczony (ur. 1653)
- 1731 – Eudoksja Łopuchina, caryca Rosji (ur. 1669)
- 1777 – Tekle Hajmanot II, cesarz Etiopii (ur. 1754)
- 1798 – Peter Friderik Suhm, duński historyk (ur. 1728)
- 1801 – Antoine de Sartine, francuski polityk (ur. 1729)
- 1809 – Rama I Wielki, król Tajlandii (ur. 1737)
- 1812 – Louis Pierre Montbrun, francuski generał (ur. 1770)
- 1813 – Giuseppe Beccadelli di Bologna, włoski arystokrata, polityk (ur. 1726)
- 1819 – Jean-Louis Duport, francuski wiolonczelista (ur. 1749)
- 1824 – August Bécu, polski lekarz, chirurg, patolog, filozof (ur. 1771)
- 1826 – Robert Wright, amerykański polityk (ur. 1752)
- 1836 – Feliks Bernatowicz, polski prozaik, komediopisarz (ur. 1786)
- 1855 – Jan Chrzciciel Mazzucconi, włoski misjonarz, męczennik, błogosławiony (ur. 1826)
- 1861 – Willie Person Mangum, amerykański prawnik, polityk (ur. 1792)
- 1863 – (lub 6 września) Marcin Borelowski, polski rzemieślnik, działacz społeczny i patriotyczny, pułkownik w powstaniu styczniowym, komisarz wojenny województwa podlaskiego (ur. 1829)
- 1864 – Gustav Friedrich von Hetsch, duński architekt, malarz pochodzenia niemieckiego (ur. 1788)
- 1871 – Mehmed Emin Ali Pasza, turecki polityk, dyplomata (ur. 1815)
- 1872 – Antoni Stolpe, polski pianista, kompozytor (ur. 1851)
- 1881 – Sidney Lanier, amerykański muzyk, poeta (ur. 1842)
- 1886 – Rafał Hadziewicz, polski malarz (ur. 1803)
- 1891 – Heinrich Graetz, niemiecki historyk pochodzenia żydowskiego (ur. 1817)
- 1892 – John Greenleaf Whittier, amerykański poeta (ur. 1807)
- 1896 – Zygmunt Kaczkowski, polski prozaik, poeta, działacz niepodległościowy (ur. 1825)
- 1899 – Karolina Světlá, czeska pisarka, feministka (ur. 1830)
- 1901 – Johann Ludwig Wilhelm Thudichum, niemiecko-brytyjski lekarz, biochemik (ur. 1829)
- 1902 – Franz Wüllner, niemiecki kompozytor, dyrygent, pianista (ur. 1832)
- 1905:
  - Ernst Kohlschütter, niemiecki lekarz, wykładowca akademicki (ur. 1837)
  - Raffaele Pierotti, włoski kardynał (ur. 1836)
- 1907 – Bogdan Petriceicu Hasdeu, rumuński pisarz, filolog (ur. 1836)
- 1910 – William Holman Hunt, brytyjski malarz (ur. 1827)
- 1913 – José de Calasanz Vives y Tuto, hiszpański kardynał, pisarz (ur. 1854)
- 1914 – Friedrich Pfannschmidt, niemiecki malarz, rzeźbiarz (ur. 1864)
- 1917 – Chrétien Waydelich, francuski krokiecista (ur. 1841)
- 1918:
  - Francis Silas Marean Chatard, amerykański duchowny katolicki, biskup Vincennes i Indianapolis, lekarz (ur. 1834)
  - Peter Sylow, norweski matematyk, wykładowca akademicki (ur. 1832)
- 1919:
  - Stanisław Dworzański, polski porucznik (ur. 1897)
  - Jan Kazimierz Zieliński, polski aktor, dziennikarz, prozaik, dramaturg, tłumacz, urzędnik bankowy (ur. 1862)
- 1920 – Simon-Napoléon Parent, kanadyjski polityk, premier Quebecu (ur. 1855)
- 1921 – Anna Eugenia Picco, włoska zakonnica, błogosławiona (ur. 1867)
- 1922:
  - Léonce Girardot, francuski kierowca wyścigowy (ur. 1864)
  - William Halsted, amerykański chirurg (ur. 1852)
- 1924 – Georg von Hantelmann, niemiecki pilot wojskowy, as myśliwski (ur. 1898)
- 1925 – René Viviani, francuski polityk, premier Francji (ur. 1863)
- 1926:
  - Oscar Theodor Baron, niemiecki lepidopterolog, entomolog, ornitolog (ur. 1847)
  - Jeanne Chauvin, francuska prawnik, adwokat (ur. 1862)
  - Dionysius Schüler, niemiecki duchowny katolicki, arcybiskup, generał zakonu franciszkanów (ur. 1854)
- 1927 – Anna Gołubkina, rosyjska rzeźbiarka (ur. 1864)
- 1929 – Angelo Ruffini, włoski lekarz, histolog, embriolog (ur. 1864)
- 1930 – Jolán Adriányi-Borcsányi, węgierska taterniczka (ur. 1881)
- 1931 – Ignacy Kłopotowski, polski duchowny katolicki, założyciel zakonu loretanek, błogosławiony (ur. 1866)
- 1933 – Edward Grey, brytyjski arystokrata, polityk, dyplomata (ur. 1862)
- 1936:
  - Maryn Blanes Giner, hiszpański działacz Akcji Katolickiej, męczennik, błogosławiony (ur. 1888)
  - Paschalis Fortuño Almela, hiszpański franciszkanin, męczennik, błogosławiony (ur. 1886)
- 1937:
  - Bogdan Hutten-Czapski, polski hrabia, polityk, prezydent Związku Polskich Kawalerów Maltańskich (ur. 1851)
  - Tadeusz Pini, polski krytyk i historyk literatury (ur. 1872)
- 1939:
  - Bolesław Babski, polski prawnik, publicysta, polityk (ur. 1900)
  - Jerzy Gerżabek, polski poeta, satyryk, autor tekstów piosenek (ur. 1903)
- 1940 – José Félix Estigarribia, paragwajski generał, polityk, prezydent Paragwaju (ur. 1888)
- 1941:
  - Mario García Menocal, kubański generał, polityk, prezydent Kuby (ur. 1866)
  - Secondo Pia, włoski adwokat, fotograf (ur. 1855)
- 1942 – Jerzy Bujalski, polski lekarz wojskowy, polityk, p.o. ministra zdrowia publicznego (ur. 1885)
- 1943:
  - Franz Bürkl, niemiecki funkcjonariusz Sicherheitspolizei (ur. ?)
  - Frank Crumit, amerykański piosenkarz, kompozytor (ur. 1889)
  - Władysław Galica, podpułkownik Wojska Polskiego, kawaler Orderu Virtuti Militari (ur. 1900)
- 1944:
  - Ole Olsen, duński strzelec sportowy (ur. 1869)
  - Wiesław Knast, polski podporucznik, żołnierz AK, uczestnik powstania warszawskiego (ur. 1922)
  - Włodzimierz Radajewski, polski plutonowy podchorąży, żołnierz AK, uczestnik powstania warszawskiego (ur. 1924)
  - Maria Rogowska-Falska, polska nauczycielka, działaczka społeczna (ur. 1877)
- 1946 – Józef Rymut, ukraiński pułkownik artylerii (ur. 1894)
- 1947 – Iwan Szymanskyj, ukraiński porucznik UPA (ur. 1911)
- 1948 – Alfred Šerko, słoweński speleolog (ur. 1910)
- 1949:
  - Elton Mayo, australijski psycholog, socjolog, wykładowca akademicki (ur. 1880)
  - Paul Zech, niemiecki prozaik, poeta, dramaturg, tłumacz (ur. 1881)
- 1951:
  - Maria Montez, dominikańska aktorka, piosenkarka (ur. 1912)
  - John French Sloan, amerykański malarz, grafik (ur. 1871)
- 1952 – Marion Gilchrist, szkocka lekarka, sufrażystka, działaczka społeczna (ur. 1864)
- 1953:
  - Nobuyuki Abe, japoński generał major, polityk, premier Japonii (ur. 1875)
  - Fritz Heitmann, niemiecki organista (ur. 1891)
- 1954 – Armando Reyes, argentyński piłkarz (ur. 1894)
- 1956 – Otto Szmidt, radziecki astronom, geofizyk, matematyk (ur. 1891)
- 1958 – Graham Cutts, brytyjski reżyser filmowy (ur. 1885)
- 1959:
  - Maurice Duplessis, kanadyjski polityk, premier Quebecu (ur. 1890)
  - Jennings Tofel, amerykański malarz, ilustrator książek, poeta, eseista, teoretyk i krytyk sztuki pochodzenia żydowskiego (ur. 1891)
  - Alberto Vassallo di Torregrossa, włoski duchowny katolicki, arcybiskup, nuncjusz apostolski (ur. 1865)
- 1960:
  - Władysław Dowmont, polski fotograf (ur. 1879)
  - Wilhelm Pieck, niemiecki polityk komunistyczny, prezydent NRD (ur. 1876)
- 1961 – Pieter Sjoerds Gerbrandy, holenderski prawnik, polityk, premier Holandii na uchodźstwie (ur. 1885)
- 1962:
  - Karen Blixen, duńska pisarka (ur. 1885)
  - Eiji Yoshikawa, japoński pisarz (ur. 1892)
- 1964 – Georges Thierry d’Argenlieu, francuski admirał, dyplomata, zakonnik (ur. 1889)
- 1966 – Nektariusz (Krulj), serbski biskup prawosławny (ur. 1879)
- 1968:
  - Włodzimierz Chełmicki, polski pisarz, krytyk literacki (ur. 1887)
  - Józef Edward Dutkiewicz, polski malarz, historyk sztuki, konserwator zabytków (ur. 1903)
  - Lucio Fontana, włoski malarz, rzeźbiarz pochodzenia argentyńskiego (ur. 1899)
  - Billy Knipper, amerykański kierowca wyścigowy (ur. 1882)
  - John Rymill, australijski polarnik (ur. 1905)
  - Leon Strzelecki, polski generał brygady (ur. 1895)
- 1969:
  - Thoma Darmo, pierwszy patriarcha-katolikos Starożytnego Kościoła Wschodu (ur. 1904)
  - Everett Dirksen, amerykański prawnik, polityk (ur. 1896)
- 1970:
  - Izaak Grünbaum, polski i izraelski polityk, działacz syjonistyczny (ur. 1879)
  - Jaroslav Janouch, czeski pisarz, pedagog, tłumacz, wydawca (ur. 1903)
  - Donald Baxter MacMillan, amerykański żeglarz, podróżnik, badacz polarny (ur. 1874)
- 1971:
  - Spring Byington, amerykańska aktorka (ur. 1886)
  - Jan Roguski, polski aktor (ur. 1900)
- 1972 – Feliks Pociejewski polski robotnik, działacz społeczny (ur. 1921)
- 1973:
  - Gilmour Boa, kanadyjski strzelec sportowy (ur. 1924)
  - Lew Władimirski, radziecki admirał (ur. 1903)
- 1975:
  - Eugen Corrodi, szwajcarski piłkarz, bramkarz (ur. 1922)
  - Wilhelm Thiele, austriacki reżyser filmowy (ur. 1890)
- 1977:
  - Edgar Basel, niemiecki bokser (ur. 1930)
  - Wilfried Strik-Strikfeldt, rosyjski i niemiecki wojskowy (ur. 1896)
- 1978:
  - Herman Legger, holenderski piłkarz (ur. 1895)
  - Keith Moon, brytyjski muzyk, członek zespołu The Who (ur. 1946)
- 1980:
  - Reginald Manningham-Buller, brytyjski arystokrata, polityk (ur. 1905)
  - Teodor Palimąka, polski polityk, dyplomata (ur. 1919)
- 1981 – Jaak Henckens, belgijski prawnik, politolog, polityk (ur. 1933)
- 1982 – Ken Boyer, amerykański baseballista (ur. 1931)
- 1983 – Joseph Schröffer, niemiecki kardynał (ur. 1903)
- 1984 – Josyf Slipyj, ukraiński duchowny greckokatolicki, arcybiskup metropolita Lwowa, kardynał (ur. 1892)
- 1985:
  - George Pólya, amerykański matematyk pochodzenia węgierskiego (ur. 1887)
  - Rodney Robert Porter, brytyjski biochemik, laureat Nagrody Nobla (ur. 1917)
- 1987 – Jan Urban, polski dziennikarz pochodzenia żydowskiego (ur. 1895)
- 1988 – Bolesław Płotnicki, polski aktor (ur. 1913)
- 1990 – Ahti Karjalainen, fiński ekonomista, polityk, premier Finlandii (ur. 1923)
- 1991:
  - Edwin Mattison McMillan, amerykański chemik, laureat Nagrody Nobla (ur. 1907)
  - Alfons Senger, polski chirurg, wykładowca akademicki (ur. 1915)
- 1992:
  - Edward Kobyliński, polski wioślarz (ur. 1908)
  - Włodzimierz Wnuk, polski pisarz (ur. 1915)
- 1994:
  - James Clavell, australijski pisarz, scenarzysta i reżyser filmowy (ur. 1921)
  - Terence Young, brytyjski reżyser filmowy (ur. 1915)
- 1996:
  - Niccolò Castiglioni, włoski pianista, kompozytor, pisarz (ur. 1932)
  - Gilda, argentyńska piosenkarka (ur. 1961)
  - Wiaczesław Sołowjow, rosyjski piłkarz, trener (ur. 1925)
- 1997 – Mobutu Sese Seko, zairski wojskowy, polityk, prezydent Zairu (ur. 1930)
- 1999 – Bjarne Iversen, norweski biegacz narciarski (ur. 1912)
- 2000 – Aleksander Skiba, polski siatkarz, trener (ur. 1945)
- 2001:
  - Igor Buketoff, amerykański dyrygent, aranżer, pedagog pochodzenia rosyjskiego (ur. 1915)
  - Bolesław Lubosz, polski pisarz, tłumacz (ur. 1928)
  - Omar Miszkow, ukraiński piłkarz (ur. 1977)
- 2002:
  - Katrin Cartlidge, brytyjska aktorka (ur. 1961)
  - Uziel Gal, izraelski konstruktor broni (ur. 1923)
- 2003 – Warren Zevon, amerykański wokalista (ur. 1947)
- 2004 – Kirk Fordice, amerykański bokser (ur. 1934)
- 2005:
  - Eugenia Charles, dominicka polityk, premier Dominiki (ur. 1919)
  - Jerzy Parfiniewicz, polski pisarz, filatelista (ur. 1928)
- 2006 – Joe Kirkwood Jr., amerykański golfista, aktor pochodzenia australijskiego (ur. 1920)
- 2007:
  - Jan Celek, polski generał (ur. 1932)
  - John Compton, polityk z Saint Lucia, premier (ur. 1925)
  - Jan Kugler, polski tenisista stołowy, trener (ur. 1922)
- 2010:
  - Clive Donner, brytyjski reżyser filmowy (ur. 1926)
  - Amar Garibović, serbski biegacz narciarski (ur. 1991)
  - John Kluge, amerykański przedsiębiorca (ur. 1914)
  - Atanas Sejkow, bułgarski pisarz (ur. 1928)
- 2011 – Ofiary katastrofy samolotu Jak-42D w rosyjskim Jarosławiu:
  - Witalij Anikiejenko, rosyjski hokeista (ur. 1987)
  - Siarhiej Astapczuk, białoruski hokeista (ur. 1990)
  - Michaił Bałandin, rosyjski hokeista (ur. 1980)
  - Giennadij Czuriłow, rosyjski hokeista (ur. 1987)
  - Pavol Demitra, słowacki hokeista (ur. 1974)
  - Robert Dietrich, niemiecki hokeista (ur. 1986)
  - Artiom Jarczuk, rosyjski hokeista (ur. 1990)
  - Aleksandr Kalanin, rosyjski hokeista (ur. 1987)
  - Marat Kalimulin, rosyjski hokeista (ur. 1988)
  - Aleksandr Karpowcew, rosyjski hokeista, trener (ur. 1970)
  - Andriej Kiriuchin, rosyjski hokeista (ur. 1987)
  - Nikita Klukin, rosyjski hokeista (ur. 1989)
  - Igor Korolow, rosyjski hokeista, trener (ur. 1970)
  - Stefan Liv, szwedzki hokeista, bramkarz pochodzenia polskiego (ur. 1980)
  - Jan Marek, czeski hokeista (ur. 1979)
  - Brad McCrimmon, kanadyjski hokeista, trener (ur. 1959)
  - Karel Rachůnek, czeski hokeista (ur. 1979)
  - Rusłan Salej, białoruski hokeista (ur. 1974)
  - Kārlis Skrastiņš, łotewski hokeista (ur. 1974)
  - Pawieł Snurnicyn, rosyjski hokeista (ur. 1992)
  - Daniił Sobczenko, rosyjski hokeista (ur. 1991)
  - Maksim Szuwałow, rosyjski hokeista (ur. 1993)
  - Iwan Tkaczenko, rosyjski hokeista (ur. 1979)
  - Pawieł Trachanow, rosyjski hokeista (ur. 1978)
  - Jurij Uryczew, rosyjski hokeista (ur. 1991)
  - Josef Vašíček, czeski hokeista (ur. 1980)
  - Aleksandr Wasiunow, rosyjski hokeista (ur. 1988)
  - Ołeksandr Wiuchin, ukraiński hokeista, bramkarz (ur. 1973)
- 2012:
  - Richard Bucher, szwajcarski hokeista, bramkarz (ur. 1955)
  - Leszek Drogosz, polski bokser, aktor niezawodowy (ur. 1933)
  - Wiesław Dyła, polski bokser (ur. 1963)
  - César Fernández Ardavín, hiszpański reżyser, scenarzysta i producent filmowy (ur. 1923)
  - Jacek May, polski architekt, samorządowiec (ur. 1956)
  - Krystyna Szklarska, polska pisarka (ur. 1915)
  - Jerzy Wasiuczyński, polski aktor, reżyser (ur. 1930)
- 2013:
  - Wolfgang Frank, niemiecki piłkarz, trener (ur. 1951)
  - Ilja Hurník, czeski pianista, kompozytor (ur. 1922)
  - Marek Špilár, słowacki piłkarz (ur. 1975)
  - Doku Umarow, czeczeński terrorysta (ur. 1964)
- 2014:
  - Maryna Doroszenko, ukraińska koszykarka (ur. 1981)
  - Witold Skrabalak, polski polityk, wydawca (ur. 1930)
- 2015:
  - Piotr Stawecki, polski historyk wojskowości (ur. 1930)
  - Turdakun Usubalijew, kirgiski polityk komunistyczny (ur. 1919)
- 2016:
  - Bobby Chacon, amerykański bokser (ur. 1951)
  - Ignacy Dybała, polski piłkarz (ur. 1926)
  - Norbert Schemansky, amerykański sztangista pochodzenia polskiego (ur. 1924)
- 2017 – Kazimierz Maciejewski, polski działacz opozycji antykomunistycznej (ur. 1950)
- 2018:
  - Samuel Bodman, amerykański polityk, sekretarz energii (ur. 1938)
  - Wiesław Gruszkowski, polski architekt, urbanista (ur. 1920)
  - Mac Miller, amerykański raper, autor tekstów, producent muzyczny (ur. 1992)
  - Szarlota Pawel, polska graficzka, malarka, rysowniczka, autorka komiksów (ur. 1947)
  - Hanna Smólska, polska aktorka (ur. 1921)
  - Paweł Waloszek, polski żużlowiec (ur. 1938)
- 2019:
  - Roger Boutry, francuski kompozytor, dyrygent (ur. 1932)
  - Camilo Sesto, hiszpański piosenkarz, autor tekstów (ur. 1946)
  - Zdzisław Szostak, polski kompozytor, dyrygent (ur. 1930)
- 2020:
  - Abd al-Kadir Badżammal, jemeński polityk, premier Jemenu (ur. 1946)
  - Abdul Malik Fadjar, indonezyjski uczony, polityk, minister religii i edukacji (ur. 1939)
  - Aurelio Iragorri Hormaza, kolumbijski polityk, przewodniczący Izby Reprezentantów (ur. 1937)
- 2021:
  - Jahangir Butt, pakistański hokeista na trawie (ur. 1943)
  - François Favreau, francuski duchowny katolicki, biskup Nanterre (ur. 1929)
  - Pulamaipithan, indyjski poeta, autor tekstów piosenek, polityk (ur. 1935)
- 2022:
  - Marsha Hunt, amerykańska aktorka (ur. 1917)
  - Lucjan Kocik, polski socjolog, wykładowca akademicki (ur. 1944)
  - Lance Mackey, amerykański maszer (ur. 1970)
  - Anatolij Mołotaj, ukraiński piłkarz, trener (ur. 1937)
  - Walerij Polakow, rosyjski lekarz, kosmonauta (ur. 1942)
  - Dagmar Schipanski, niemiecka fizyk, wykładowczyni akademicka, polityk (ur. 1943)
  - Piet Schrijvers, holenderski piłkarz, bramkarz, trener (ur. 1946)
- 2023:
  - Wanda Janicka, polska architektka, uczestniczka powstania warszawskiego (ur. 1923)
  - Jerzy Klechta, polski dziennikarz, publicysta, pisarz (ur. 1939)
  - Wiesław Murowaniecki, polski kolarz torowy (ur. 1931)
- 2024:
  - Hubertus Mynarek, niemiecki teolog, filozof, religioznawca (ur. 1929)
  - Juozas Žilys, litewski prawnik, wykładowca akademicki, prezes Sądu Konstytucyjnego Republiki Litewskiej (ur. 1942)